# Sunny Girl
"Sunny Girl" is een nummer van de Zweedse popgroep The Hep Stars uit 1966.
Het nummer is geschreven door de keyboardspeler van de groep, Benny Andersson, die later lid zou worden van ABBA. Het nummer wordt uitgevoerd door bandleden Svenne Hedlund (zang), Janne Frisk (gitaar en achtergrondzang), Lennart Hegland (achtergrondzang), Benny Andersson (spinet) en Christer Pettersson (tamboerijn). De basgitaar werd verzorgd door Lennart Fernholm, die geen bandlid was.
De single werd een grote hit, met name in Scandinavië. De groep had er een nummer-1 hit mee in Zweden in beide toonaangevende hitlijsten - Kvällstoppen en Tio i Topp - die het land destijds kende. Het bereikte de vierde plek in de Noorse en de tiende plek in de Finse hitlijsten. In de Nederlandse Top 40 werd twee jaar later ook de vierde positie behaald, waarmee het de enige single van The Hep Stars is die buiten Scandinavië een top-10 positie wist te halen. 
"Sunny Girl" was na "No Response" de tweede single die de band zelf geschreven had, nadat de band al meerdere grote hits in Zweden had gehad met covers.
Door het succes van "Sunny Girl" en de steun van hun manager Åke Gerhard kreeg Andersson zelfvetrouwen in zijn kwaliteiten als songwriter. Nagenoeg alle later uitgebrachte singles van de groep zijn ook van Anderssons hand. 
In de oorspronkelijke tekst is sprake van She's domestic, she is property. Die regel werd bij uitvoeringen in het begin van de 21ste eeuw gemoderniseerd tot She' s fantastic, she is beautiful.

## NPO Radio 2 Top 2000
| Nummer met noteringen in de NPO Radio 2 Top 2000 | '99  | '00  | '01  | '02  | '03  |
| ------------------------------------------------ | ---- | ---- | ---- | ---- | ---- |
| Sunny Girl                                       | 1733 | 1635 | 1681 | 1888 | 1955 |

1. ↑  Een vetgedrukt getal geeft de hoogste notering aan.
2. ↑  Deze tabel is bijgewerkt tot en met de meest recente editie (2024).